# Novoselivka, Mlîniv
Novoselivka (în ucraineană Новоселівка) este un sat în comuna Vladîslavivka din raionul Mlîniv, regiunea Rivne, Ucraina.

## Demografie
Componența lingvistică a localității Novoselivka
     Ucraineană (99,45%)
     Alte limbi (0,55%)
Conform recensământului din 2001, majoritatea populației localității Novoselivka era vorbitoare de ucraineană (99,45%), existând în minoritate și vorbitori de alte limbi.